# Herrenhaus Blankensee

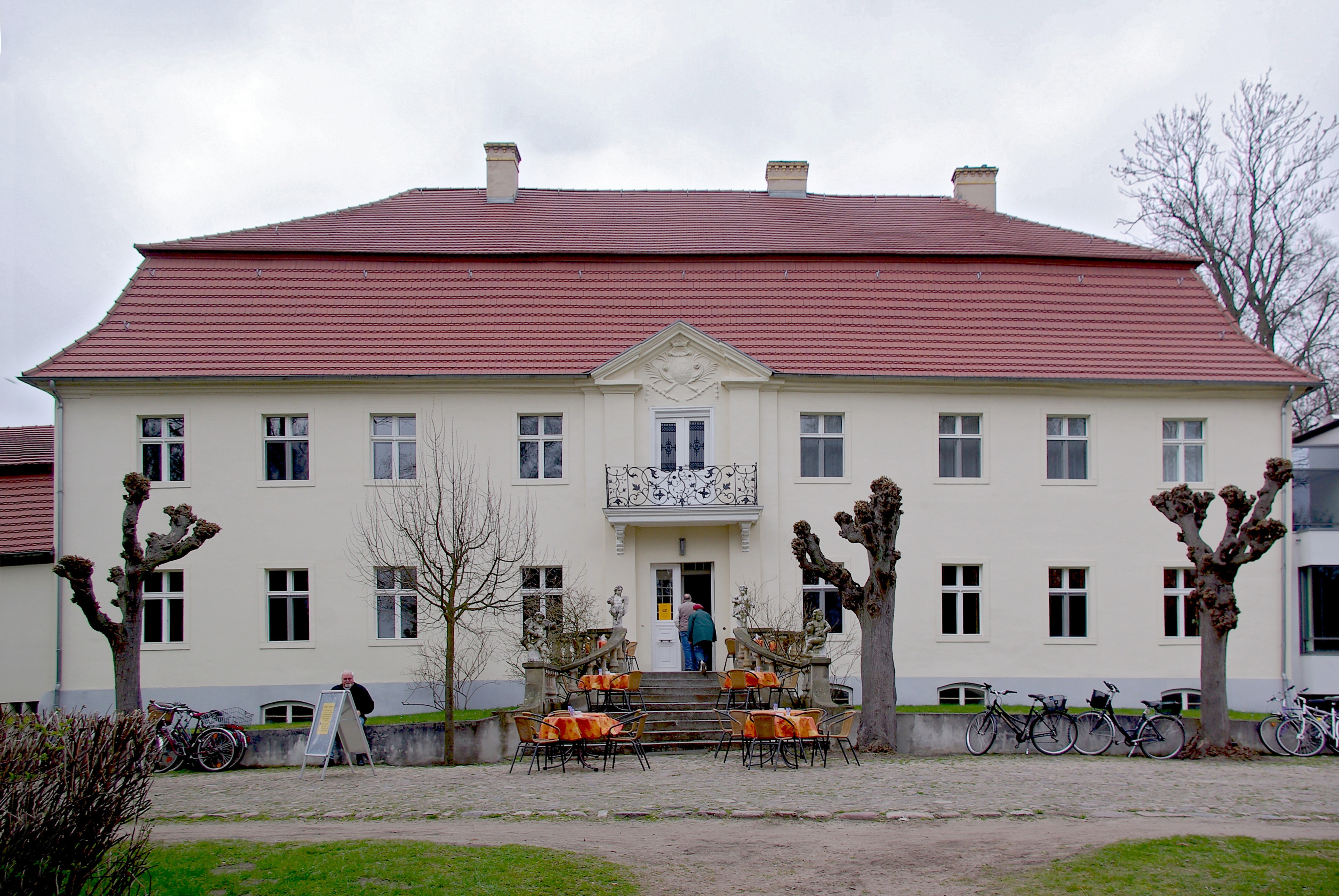
Gutshaus „Sudermannschloss“ Vorderansicht

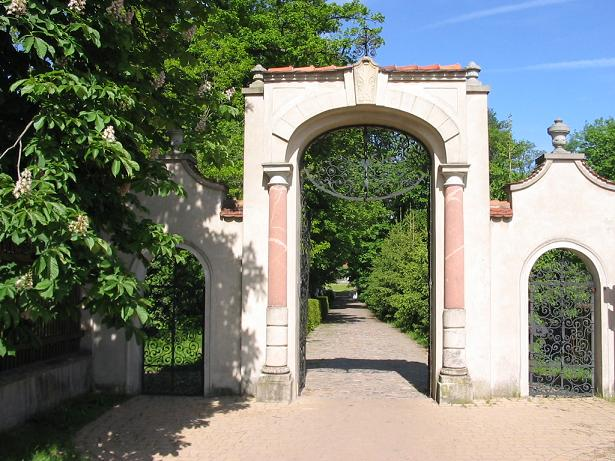
Tor zum Park, die Eisengitter entdeckte Sudermann in Würzburg

Das Herrenhaus Blankensee, auch Sudermanns Refugium, ist ein Gutshaus in Blankensee, einem Ortsteil der Stadt Trebbin im Landkreis Teltow-Fläming im Land Brandenburg. Das Herrenhaus gilt als typisches Bauwerk des märkischen Barock und ist mit seiner Einheit von Haus und Park beispielhaft für die Herrenhausanlagen im 18. und 19. Jahrhundert in der Mark Brandenburg. Der Park als Beispiel historistischer Gartenkunst präsentiert sich wieder in der Gestaltung durch Hermann Sudermann (1857–1928).

## Lage
Blankensee liegt in der Auenlandschaft Nuthe-Nieplitz-Niederung und wird von der Nieplitz in Süd-Nord-Richtung durchflossen. Sie verbindet den südlich gelegenen Blankensee mit dem nördlich gelegenen Grössinsee und durchquert dabei die Gemarkung des Herrenhauses. Westlich liegt dabei der historische Ortskern auf einem Talsandhügel, östlich der Nieplitz das Schloss und Gut.

## Geschichte

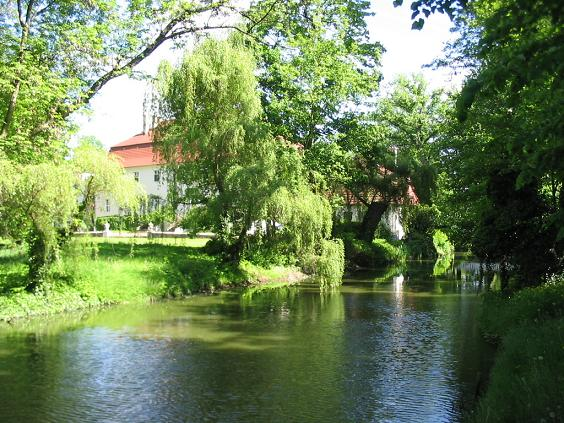
Fluss Nieplitz im Schlosspark

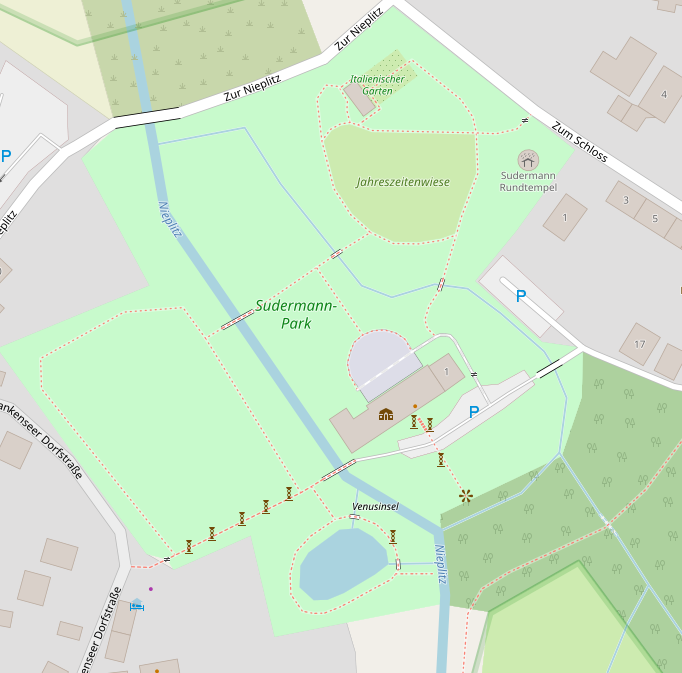

Aus archäologischen Grabungen ist eine Besiedlung der Region mit Slawen aus dem 9./10. Jahrhundert nachgewiesen. Im Zuge der Deutschen Ostsiedlung in der Mitte des 12. Jahrhunderts entstand an Stelle der Burg eine frühdeutsche Burganlage. Schon vor 1388 war Cuno von Thümen mit Blankensee belehnt. Die Burg wurde ausweislich zweier Kirchenbucheintragungen in den Jahren 1615 und 1655 durch Brände schwer beschädigt. Die Region befand sich zu dieser Zeit im Besitz der Familie von Thümen. Der sächsische Landrat Christian Wilhelm von Thümen (1663–1741) ließ ab 1701 in der Niederung der Nieplitz eine barocke Anlage und 1739 bis 1741 ein für brandenburgische Herrensitze typisches barockes Schloss mit Mansardwalmdach auf den Fundamenten der alten Burg errichten. Sein Spiegelmonogramm am Giebel ist erhalten. Aus dem Jahr 1804 sind erstmals seitliche Anbauten am Gebäude überliefert. Der Eingang zum Hof war von einem Gärtnerhaus, einem Waschhaus, einem Brauhaus, einem Pferdestall sowie einer Wagenremise umgeben. Zeitgleich war Hans Hermann von Thümen aus Merseburg Administrator der Begüterung. Bis 1815 gehörten das Gut und der sogenannte Thümensche Winkel zu Sachsen. Um 1900 umfassten die Güter des Thümschen Winkels mit den Rittergütern Stangenhagen, Blankensee, Glau und Schönhagen etwa 2775 ha.
Der letzte derer von Thümen, Viktor Arthur von Thümen (1842–1929), Vorstandsmitglied des von Thümschen Familienverbandes, auch Besitzer des alten Stammgutes Stangenhagen, musste das Gut einschließlich 10.000 Morgen Wald, Acker und Wiese im Jahr 1902 für 2,25 Millionen Mark an die Deutsche Ansiedlungsgesellschaft verkaufen. 1897 hatte der mit Thümen befreundete Schriftsteller Hermann Sudermann (1857–1928), der neben diesem Landsitz eine Stadtwohnung in Berlin unterhielt, das Gut gepachtet. Sudermann plante, in Blankensee eine Siedlung für wohlhabende Bürger aus Berlin zu errichten. Zu dieser Zeit waren Teile der Hofgebäude bereits abgetragen. Nach dem Kauf 1902 beauftragte Sudermann den Berliner Architekten Otto Stahn mit dem Umbau. Stahn errichtete auf der Parkseite einen Söller, 1903 einen Westflügel mit Küche und einem Gärtnerhaus. 1927 – ein Jahr vor Sudermanns Tod – entstand ein eingeschossiger, vierachsiger Ostflügel. 1928 errichteten die Erben die testamentarisch vorgesehene Sudermann Stiftung unter Leitung von Sudermanns Stiefsohn Rolf Lauckner, wonach das Haus als Zufluchtsstätte für Notleidende Schriftsteller dienen sollte.
Nach dem Ende des Zweiten Weltkrieges wurde das Haus beschlagnahmt, von der Roten Armee geplündert, die Stiftung aber nicht enteignet. Sudermanns Bechsteinflügel von 1874, dessen Beine Lauckner auf dem Dachboden versteckt hatte, blieb erhalten. Das Gebäude diente Umsiedlern und Flüchtlingen als Wohnung. 1958 lagerte die LPG in beiden Geschossen Getreide. 1958 bis 1959 wurde es zu einer Schule umgebaut und von Schülern aus Glau, Schönhagen, Stangenhagen und Mietgendorf nach der dortigen Auflösung der Dorfschulen besucht. Die Sudermann-Stiftung stellte der zehnklassigen Oberschule die Räume kostenfrei zur Verfügung; den Unterhalt übernahm die Gemeinde. Bei dem Umbau wurden bis auf den Mittelrisalit alle weiteren Fassadenelemente entfernt. 1985 bezog die Schule ein neues Gebäude in der Nähe des Blankensees. Vermutlich stand das Schloss schon seit Mitte 1939 unter Denkmalschutz, was durch die DDR vor 1956 bestätigt, aber erst 1975 mit Einführung des DDR-Denkmalschutzgesetzes aktenkundig wurde. Auch der Park galt ab 1976 als erhaltenswert. Der 1927 errichteten Ostflügel wurde 1973 wegen Baufälligkeit abgerissen. Bis zur Wende wurde das Herrenhaus als Kindergarten, Versammlungsraum und Betriebsurlaubsheim genutzt; auch hatte der Bürgermeister dort seinen Sitz.
Nach 1990 kümmerten sich die Stiftung sowie die Denkmalbehörde um das Gebäude und den Park, die 1994 in die Brandenburgischen Schlösser überführt wurden, die von 1994 bis 1998 für geplante 10 Millionen DM eine umfassende Sanierung durchführten. Dabei entstand ein neuer Ostflügel im Bauhaus-Stil nach Plänen des Bonner Architekten Karl-Heinz Schommer, der sich architektonisch abhob. Die historischen Faschen an den Fenstern wurden wiederhergestellt, die beim Umbau in den 1950er Jahren beseitigt worden waren. Von 1998 bis 2004 nutzte die Berlin-Brandenburgische Akademie der Wissenschaften das Schloss als Tagungsstätte und richtete ein Gedenkzimmer für Sudermann ein. Seit dem 1. Januar 2016 werden die Räume des Schlosses für Firmenveranstaltungen, Tagungen, Seminare und Privatfeiern (z. B. Hochzeiten) angeboten. Während der Park frei zugänglich ist, kann das Schloss nur bei geführten Rundgängen zur Besichtigung des Sudermann-Zimmers betreten werden.

## Baubeschreibung
Das kubische Schloss hat einen rechteckigen Grundriss von 15 × 30 m und wurde auf einem hohen, verputzten Sockel errichtet. Es verfügt über neun Achsen und zwei Geschosse. Die Front wird von einem durch eine Kolossalordnung gegliederten Mittelrisalit mit Dreiecksgiebel dominiert. Ursprünglich wies die Fassade auch an den Gebäudekanten Kolossalpilaster auf. Dabei war der bauzeitliche Anstrich rot mit heller Gliederung.
Zum Portal führt eine Freitreppe mit Balustraden mit zwei großen Putten. Oberhalb des Eingangs befindet sich ein Balkon mit einem schmiedeeisernen Gitter und im Giebel darüber in einer Reliefkartusche das Spiegelmonogramm des Bauherrn Christian Wilhelms von Thümen. der Rest der ehemals reichen plastischen und farbigen Fassadengliederung wurde mit der letzten Neuverputzung 1959/60 zerstört. Auf der Parkseite führt eine Freitreppe vom Parterre zum Haus, an die sich im Innern eine große Diele mit Kamin anschließt, mit einer seitlichen Enfilade der anschließenden Räume.

## Schlosspark

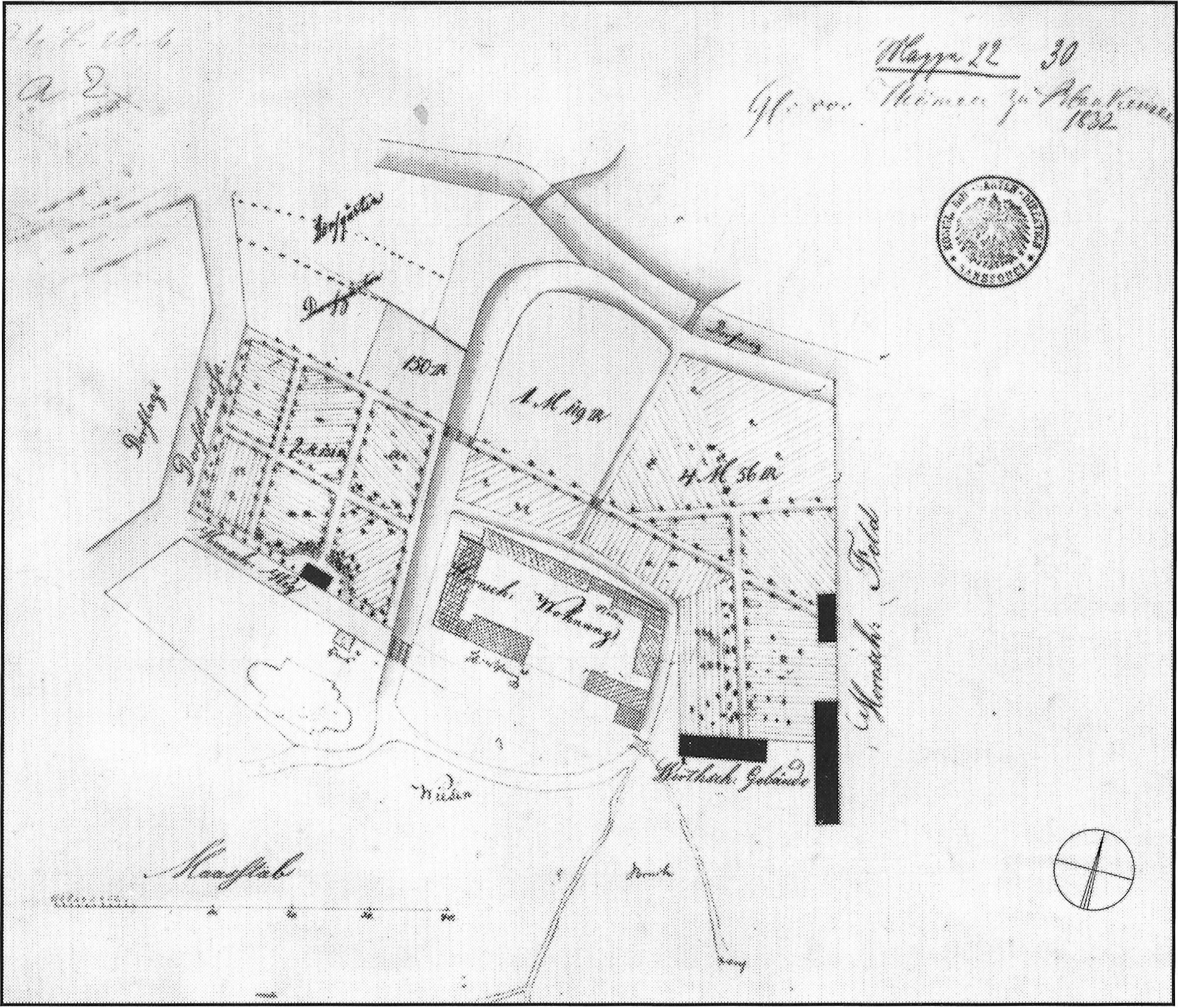
Barockgarten Blankensee 1832

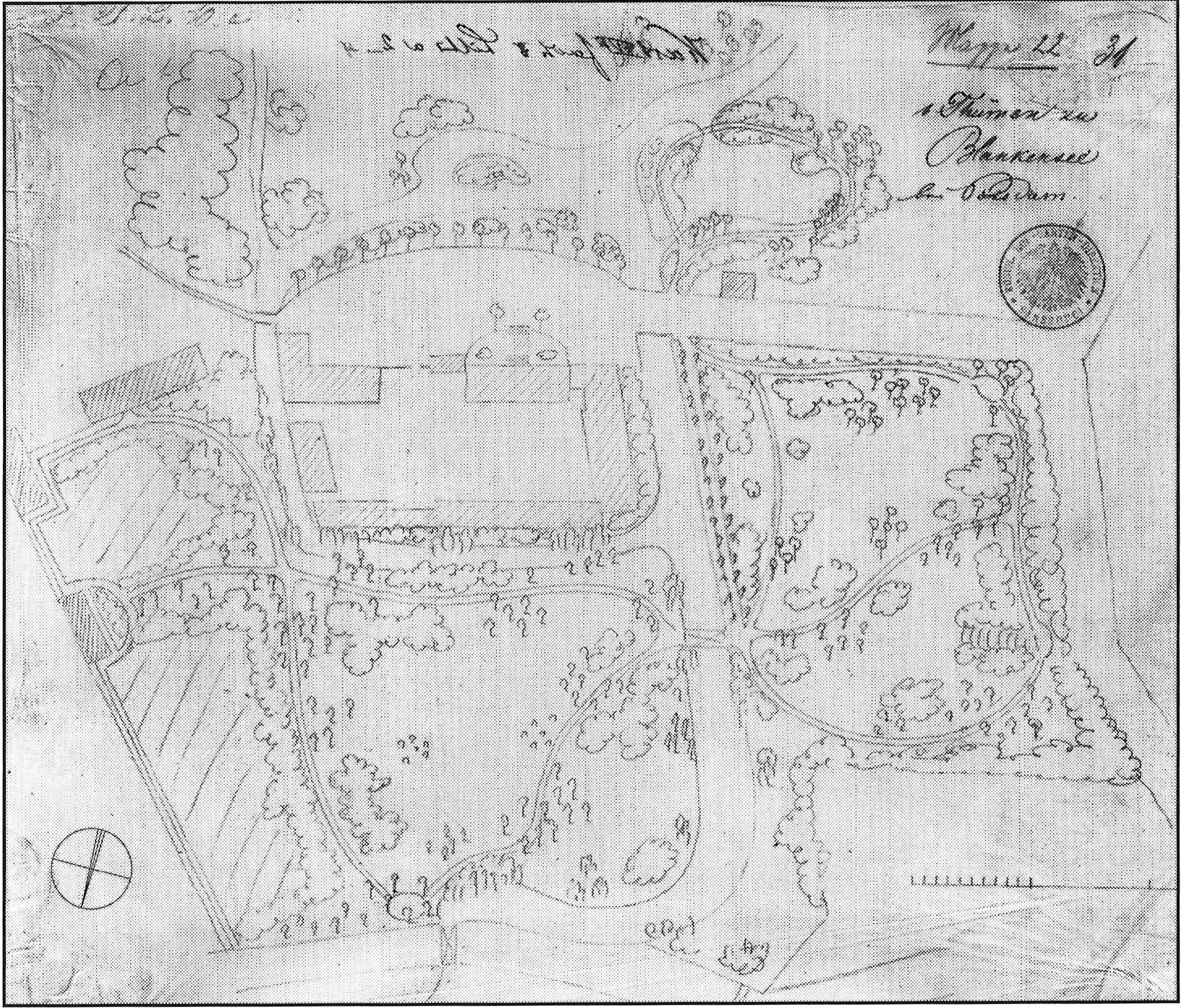
gesüdeter Entwurf Peter Joseph Lennés, Stiftung Preußische Schlösser und Gärten Berlin-Brandenburg, Plankammer

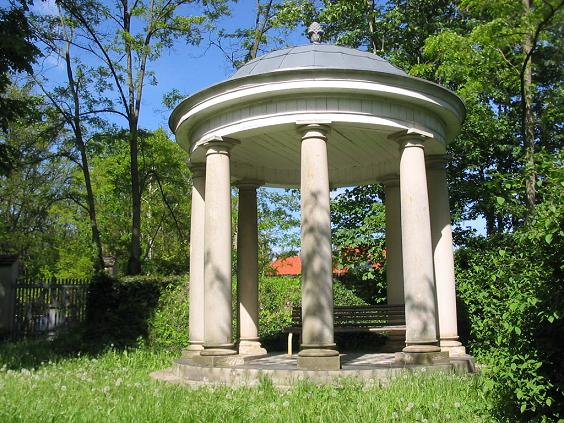
Rundtempel im Park

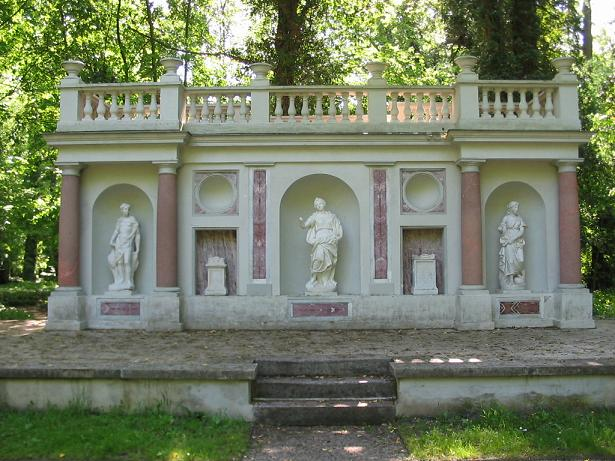
Schauwand im italienischen Garten

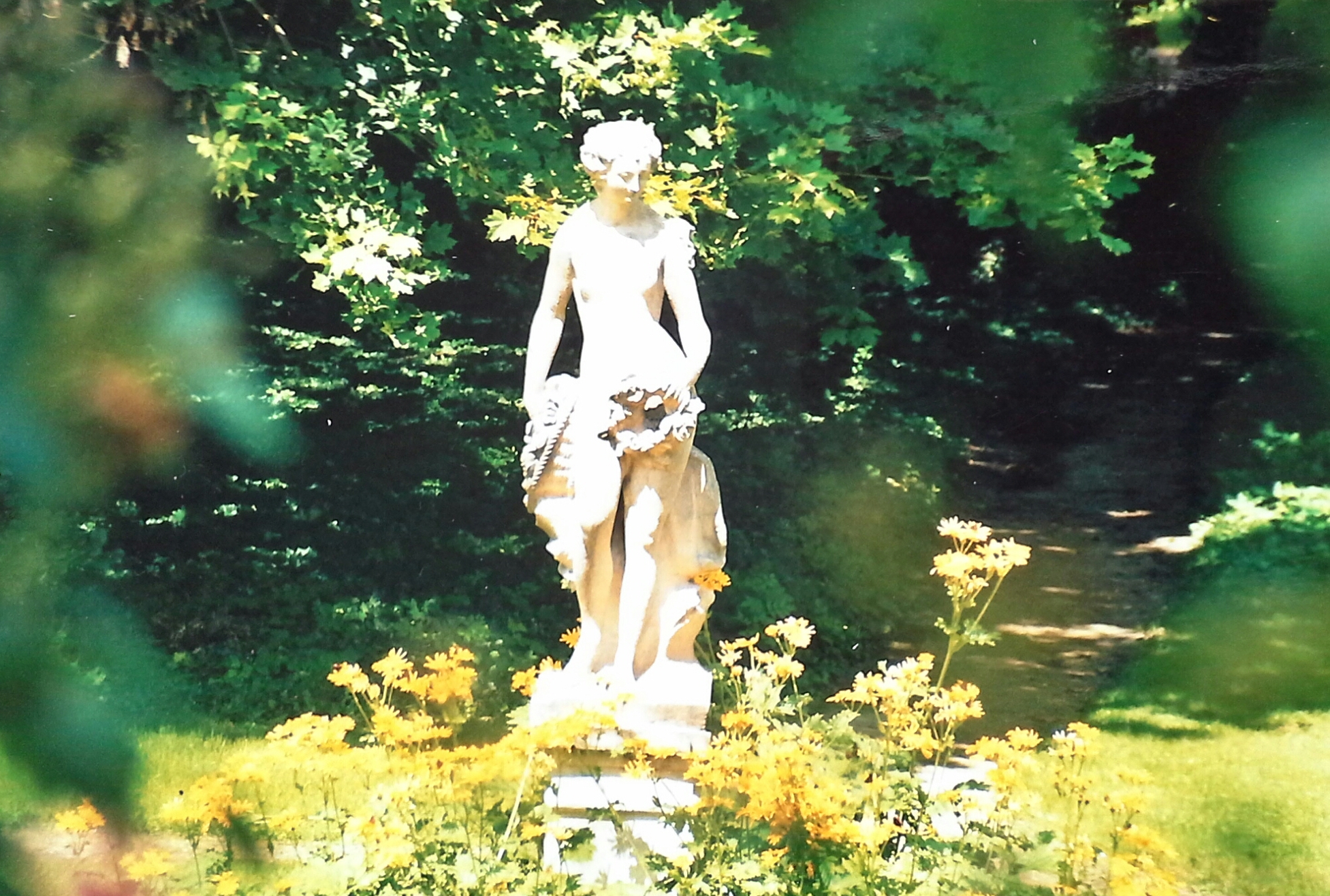
Johann Peter Benkert, Kopie der Flora, 1930-iger, 1964 zurückgetauscht gegen Originalstatue im Park Blankensee

1832 entwarf Peter Joseph Lennés (1789–1866) im Auftrag Hermann von Thümens einen Landschaftspark mit weit geschwungenen Wegeführungen, Lichtungen im Wechsel mit einheimischen Baum- und Strauchgruppen, einer Lindenuferallee entlang der Nieplitz und im Süden einer seeartigen Ausweitung der Nieplitzgabelung mit einer Insel, die zum großen Teil umgesetzt wurden. Dabei teilen die Arme der Nieplitz den 4,5 Hektar großen Park in drei Bereiche, in eine kleine West- und größere Osthälfte. Aus dem  Bassin im südwestlichen Teil entwarf Lenné eine Ausweitung der Nieplitz mit zwei Inseln, die er durch Brücken miteinander verband. Damit sollte auch in Blankensee entsprechend der Mode der Zeit ein Stilwechsel vom formalen barocken Garten mit seinen streng aufgeteilten Pflanzflächen zum Landschaftsgarten erfolgen.
Nachdem Hermann Sudermann 1902 das Gut erworben hatte, gestaltete er den Park mit Hilfe des Architekten Otto Stahn über ca. 10 Jahre um zu einem Architektur- und Skulpturengarten. Die Villen Venetiens lieferte Sudermann Anregungen für sein märkisches Arkadien. Er bezog Schlossinsel, Wasserläufe und Park aufeinander und stattete den ursprünglich 1832 unter Hermann von Thümen nach Entwürfen von Peter Joseph Lenné gestalteten Schlosspark mit historistischen Architekturstaffagen und hellen Statuen vorrangig aus Renaissance und Barock, die er auf seinen Reisen in Deutschland und Italien zwischen 1898 und 1908 erworben hatte. Geschwungene weiße Brücken über mehrere Seitenarme der Nieplitz, italienischer Garten, Marmorbänke, kleine Tempel sowie Götter und Göttinnen mitten in einem dichten Baumbestand machen aus dem heute sogenannten Sudermann-Park ein verwunschenes südländisches Refugium in märkischer Idylle und zu einem mit Kunstwerken am reichsten ausgestatteten Parks Brandenburgs. Die Ausstattungselemente gliederten den Park malerisch in verschiedene Bereiche. Sudermann beschrieb die Atmosphäre im Park mit folgenden Worten:

„… aus dessen Innern hie und da ein Leuchten kam von Säulen und Brücken und weißem weinumsponnenem Mauerwerk … Aus dem Hintergrunde, von einem Hügel her, den Schwarztannen düster umragten, schaute feierlich ein Rundtempelchen mit toskanischen Säulen und grünschillerndem Dache …“

Noch ohne Sudermanns Rundtempelchen und Skulpturen stellte sich der Park rund 50 Jahre zuvor Theodor Fontane auf seinen Wanderungen durch die Mark Brandenburg mit Elsbruch und zwei Seen noch deutlich ursprünglicher dar:

„Am schönsten gelegen ist das Herrenhaus. In Front ein Elsenbruch, an den Flügeln zwei breite Seespiegel, und zwischen Schloss und Park ein Wasserlauf, der diese beiden Seeflächen verbindet, – das ist in großen Zügen die Szenerie.“

Die Hauptquerachse des barocken Schlosses nebst Park öffnet die Anlage vom Dorf von Westen über ein dreiteiliges gemauertes Tor mit schmiedeeisernen Rokoko Torflügeln aus Würzburg. Wegen der von Sudermann aufgestellten sechs Imperatorenbüsten aus dem 17. bis 19. Jahrhundert wurde sie auch Kaiserallee genannt. In der Mitte verbindet eine gerade Querachse mit zwei Brücken die Bereiche miteinander. 1996 bis 1998 wurden Park, Gebäude und Skulpturen für 2 Millionen DM denkmalgerecht wiederhergestellt.

### Neuer Park mit Monopteros, Jahreszeitenwiese und italienischem Garten
Im Nordosten entstand mit dem Neuen Park eine eigenständige Parkerweiterung. Stahn platzierte 1904 einen achtsäuligen Rundtempel, einen Monopteros mit einem Brunnenbecken als landschaftsgärtnerisches Moment, begleitet von Helena und Hermione. Gegenüber stehen auf der Jahreszeitenwiese Statuen der vier Jahreszeiten, Chronos und einem Säulentabernakel. Als jüngsten Teil des Parks legte Sudermann 1927 nördlich hiervon den italienischen Garten im Stil der Renaissance als Freilufttheater und einer drei Meter hohen Kulissenwand an, in der sich Statuen von Ganymed, Fides und Minerva befinden. Im davor errichteten Parterre stehen acht halbhohe Säulen mit Büsten und Vasen, seitlich eine Marmorbank. In der Mitte befindet sich eine Brunnenanlage. Östlich der großen Schlosswiese nahe der Gartenseite des Schlosses schuf Stahn 1904 die viersäulige Loggia. In Zeiten der Reformgartenbewegung folgt Sudermann überwiegend der Tradition des Landschaftsgartens.

### Flora, Vertumnus und Pomona vom Potsdamer Knobelsdorffhaus

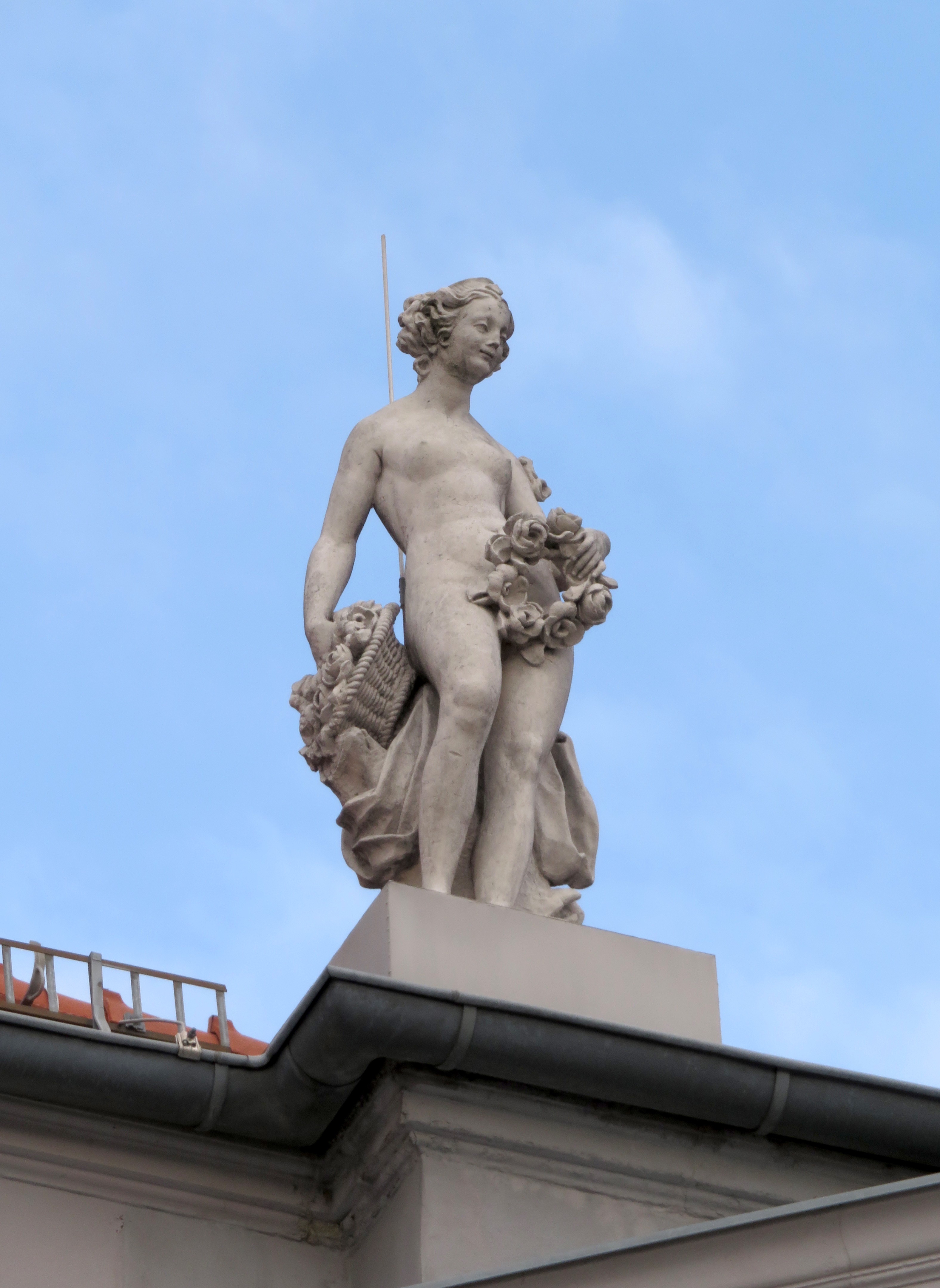
Peter Benkert, Flora, 1750, 1898–1964 in Blankensee, Tausch gegen Potsdamer Kopie
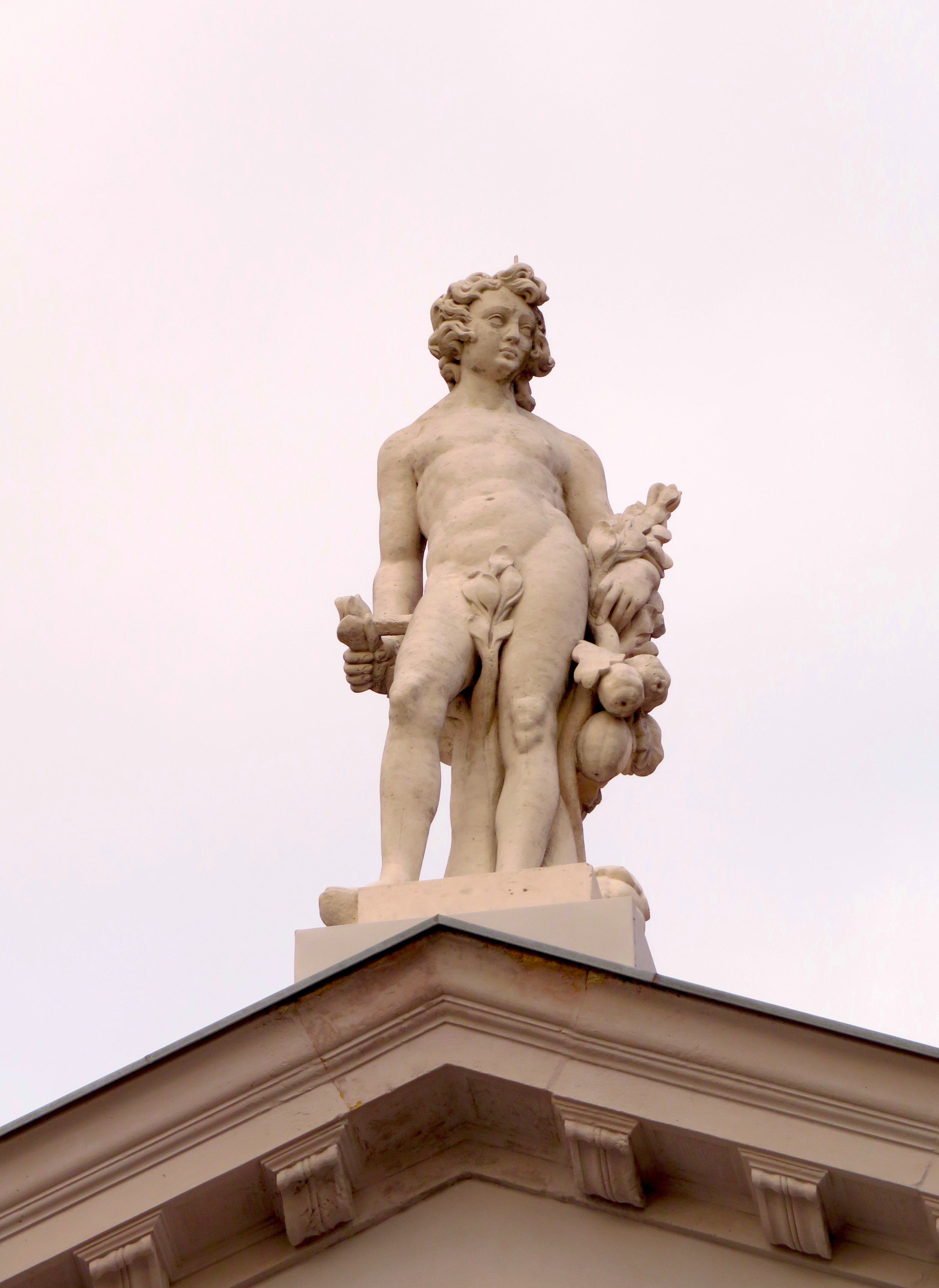
Horst Misch, Kopie nach Peter Benkert, Vertumnus
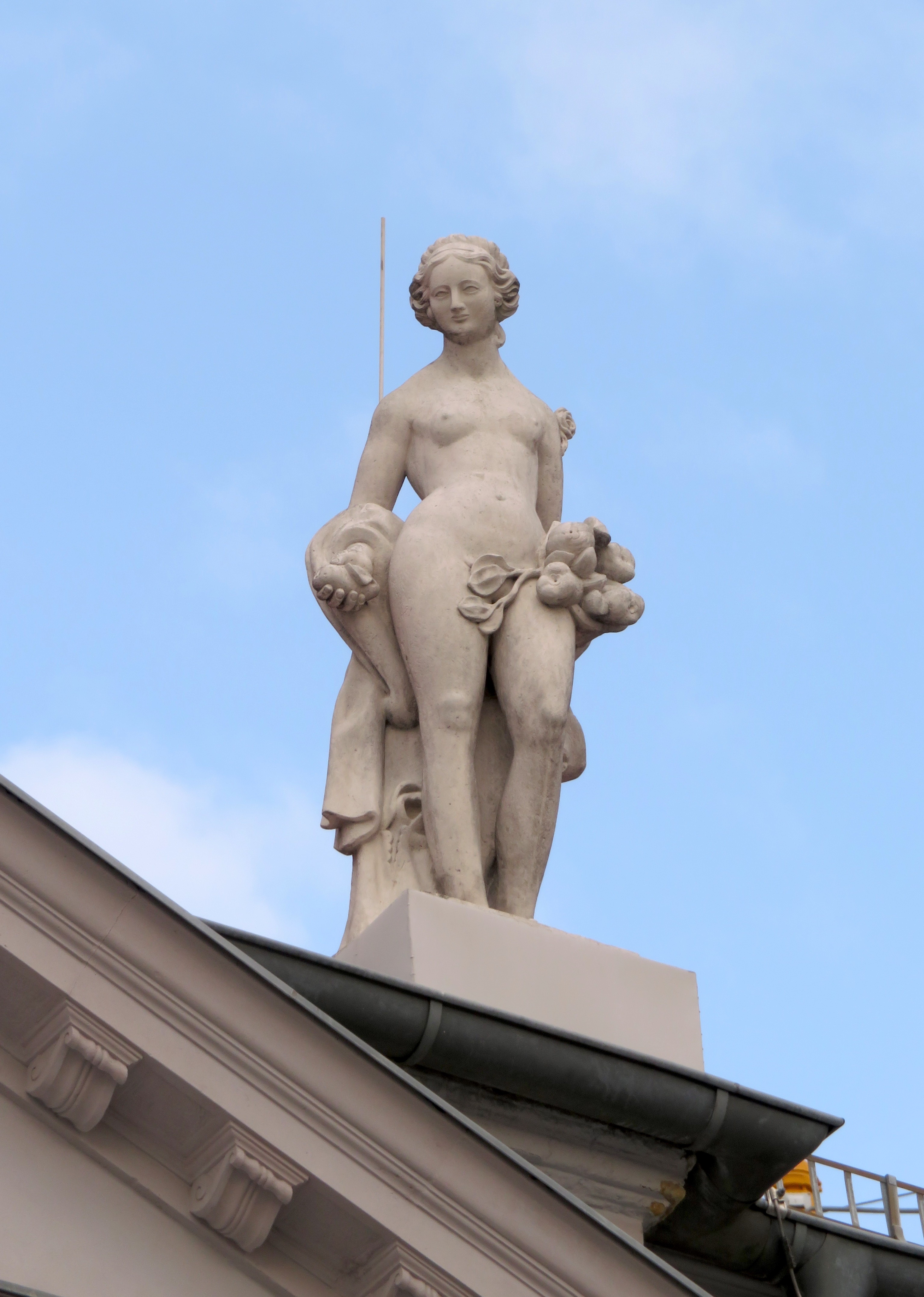
Horst Misch, Kopie nach Peter Benkert, Pomona

Die drei Statuen der Flora, des Vertumnus und der Pomona und wurden um 1750 vom Potsdamer Bildhauer Johann Peter Benkert für das Knobelsdorffhaus am Alten Markt in Potsdam geschaffen. Nachdem 1897 an einer der Figuren ein Arm abgebrochen und die Statuen aus Sicherheitsgründen abgenommen worden waren, erwarb Sudermann sie 1898 für 200 Mark für seinen Park. 1930 wurden Kopien aus Muschelkalk-Steinguss erstellt, die am Originalstandort in Potsdam aufgestellt wurden. Nach Beschädigungen am Knobelsdorffhaus und seines Figurenschmuckes im Zweiten Weltkrieg wurde 1961 mit der Sudermann Stiftung ein Tausch vereinbart: Die restaurierten Kopien sollten nach Blankensee kommen, die restaurierten Originale wieder auf den Giebel des Knobelsdorffhauses zurückkehren. Weil Pomona 1964 beim Abbau zerbrach, einigte man sich auf den Verbleib der originalen Vertumnus-Statue. Von beiden Statuen schuf der Caputher Bildhauer Horst Misch Sandsteinkopien, die mit der Benkertschen Flora wieder auf dem Knobelsdorffhaus aufgestellt wurden. Der originale Vertumnus befindet sich seit 2000 in der Geschäftsstelle der Brandenburgischen Schlösser in Potsdam. Pomona und Vertumnus im westlichen Parkteil und Flora auf der großen Wiese vor der Gartenseite des Schlosses werden durch Venus ergänzt, die im südwestlichen Bereich am gleichnamigen Venusteich steht.